# Harry Styles (album)
Harry Styles là album phòng thu đầu tay của ca sĩ kiêm nhạc sĩ người Anh Harry Styles. Album được phát hành vào ngày 12 tháng 5 năm 2017, thông qua Columbia Records và Erskine.Đối với album, Styles đã làm việc với các nhà sản xuất Jeff Bhasker, Alex Salibian, Tyler Johnson và Kid Harpoon. 
Về lời, chủ đề của Harry Styles chủ yếu tập trung vào phụ nữ và các mối quan hệ. Bản thu âm đã được nhiều ấn phẩm khác nhau mô tả là ảnh hưởng bởi âm nhạc từ những năm 1960 và 1970, bao gồm cả nhạc rock cổ điển và những bản ballad của ca sĩ-nhạc sĩ. Trước đó việc phát hành đĩa đơn chính "Sign of the Times" trong khi "Two Ghosts" và "Kiwi" lần lượt là đĩa đơn thứ hai và thứ ba trên toàn thế giới. Để quảng bá cho album, Styles bắt đầu chuyến lưu diễn của mình, Harry Styles: Live on Tour
Album nhận được đánh giá chung tích cực từ các nhà phê bình âm nhạc và đứng đầu bảng xếp hạng ở một số quốc gia bao gồm, Úc, Canada, Anh và Mỹ. Nó đã được chứng nhận bạch kim ở Anh, Mỹ, Canada, Ý, Brazil, Đan Mạch, Ba Lan và Mexico. Theo Liên đoàn Công nghiệp ghi âm Quốc tế (IFPI), Harry Styles là album bán chạy thứ chín toàn cầu trong năm 2017 với doanh số một triệu bản.

## Bối cảnh
Vào tháng 8 năm 2015, One Direction thông báo rằng một thời gian tạm dừng hoạt động kéo dài sẽ diễn ra sau khi phát hành album phòng thu thứ năm của họ.Vào tháng 1 năm 2016, Us Weekly đã xuất bản một báo cáo công khai rằng sự tạm dừng ấy thực tế là sẽ là sự tạm dừng vĩnh viễn, bốn thành viên còn lại của nhóm đã không gia hạn hợp đồng sau khi hoàn thành On the Road Again Tour vào tháng 10 năm 2015.Đại diện của nhóm đã phủ nhận tin tức ấy trong một cuộc chia sẻ với Billboard, nói rằng "không có liên quan đến kế hoạch tạm dừng của nhóm và tất cả sẽ được tiết lộ trong thời gian thích hợp từ chính miệng của các thành viên nhóm".
Vào tháng 2 năm 2016, có thông tin xác nhận rằng Styles đã rời khỏi ban quản lý của nhóm, trở thành thành viên thứ hai rời nhóm sau sự ra đi của Zayn Malik gần một năm trước đó.Vào tháng 6, có thông tin xác nhận rằng Styles đã ký hợp đồng thu âm với Columbia Records.

## Danh sách bài hát
| Harry Styles     | Harry Styles             | Harry Styles                                                                   | Harry Styles |
| STT              | Nhan đề                  | Sáng tác                                                                       | Thời lượng   |
| ---------------- | ------------------------ | ------------------------------------------------------------------------------ | ------------ |
| 1.               | "Meet Me in the Hallway" | Harry Styles Tyler Johnson Mitch Rowland Jeff Bhasker Alex Salibian Ryan Nasci | 3:47         |
| 2.               | "Sign of the Times"      | Styles Johnson Rowland Bhasker Salibian Nasci                                  | 5:40         |
| 3.               | "Carolina"               | Styles Johnson Rowland Bhasker Salibian Nasci Thomas Hull                      | 3:09         |
| 4.               | "Two Ghosts"             | Styles Johnson Rowland John Ryan Julian Bunetta                                | 3:49         |
| 5.               | "Sweet Creature"         | Styles Hull                                                                    | 3:44         |
| 6.               | "Only Angel"             | Styles Johnson Rowland Bhasker Salibian Nasci                                  | 4:51         |
| 7.               | "Kiwi"                   | Styles Johnson Rowland Bhasker Salibian Nasci                                  | 2:56         |
| 8.               | "Ever Since New York"    | Styles Johnson Rowland Bhasker Salibian Nasci                                  | 4:13         |
| 9.               | "Woman"                  | Styles Johnson Rowland Bhasker Salibian Nasci                                  | 4:38         |
| 10.              | "From the Dining Table"  | Styles Johnson Rowland Bhasker Salibian Nasci                                  | 3:31         |
| Tổng thời lượng: | Tổng thời lượng:         | Tổng thời lượng:                                                               | 40:18        |

## Xếp hạng
| Bảng xếp hạng (2017–2021)                | Vị trí |
| ---------------------------------------- | ------ |
| Album Argentina (CAPIF)                  | 1      |
| Album Úc (ARIA)                          | 1      |
| Album Áo (Ö3 Austria)                    | 2      |
| Album Bỉ (Ultratop Vlaanderen)           | 1      |
| Album Bỉ (Ultratop Wallonie)             | 3      |
| Album Canada (Billboard)                 | 1      |
| Album Quốc tế Croatia (HDU)              | 4      |
| Album Cộng hòa Séc (ČNS IFPI)            | 1      |
| Album Đan Mạch (Hitlisten)               | 4      |
| Album Hà Lan (Album Top 100)             | 1      |
| Album Phần Lan (Suomen virallinen lista) | 3      |
| Album Pháp (SNEP)                        | 2      |
| Album Đức (Offizielle Top 100)           | 5      |
| Greek Albums (IFPI Greece)               | 1      |
| Album Hungaria (MAHASZ)                  | 6      |
| Album Ireland (IRMA)                     | 1      |
| Album Ý (FIMI)                           | 2      |
| Album Nhật Bản (Oricon)                  | 16     |
| Mexican Albums (AMPROFON)                | 1      |
| Album New Zealand (RMNZ)                 | 2      |
| Album Na Uy (VG-lista)                   | 2      |
| Album Ba Lan (ZPAV)                      | 1      |
| Album Bồ Đào Nha (AFP)                   | 1      |
| Album Scotland (OCC)                     | 1      |
| Slovak Albums (ČNS IFPI)                 | 1      |
| Album Hàn Quốc (Circle)                  | 33     |
| Album Hàn Quốc Quốc tế (Circle)          | 1      |
| Album Tây Ban Nha (PROMUSICAE)           | 1      |
| Album Thụy Điển (Sverigetopplistan)      | 3      |
| Swiss Albums (Romandie)                  | 1      |
| Album Thụy Sĩ (Schweizer Hitparade)      | 3      |
| Album Anh Quốc (OCC)                     | 1      |
| Album Hoa Kỳ Billboard 200               | 1      |
| Album Hoa Kỳ Top Tastemaker (Billboard)  | 3      |

| Bảng xếp hạng (2017)             | Vị trí |
| -------------------------------- | ------ |
| Argentine Monthly Albums (CAPIF) | 4      |

| Bảng xếp hạng (2017)               | Vị trí cao nhất |
| ---------------------------------- | --------------- |
| Australian Albums (ARIA)           | 11              |
| Austrian Albums (Ö3 Austria)       | 54              |
| Belgian Albums (Ultratop Flanders) | 38              |
| Belgian Albums (Ultratop Wallonia) | 106             |
| Canadian Albums (Billboard)        | 30              |
| Danish Albums (Hitlisten)          | 65              |
| Dutch Albums (MegaCharts)          | 37              |
| French Albums (SNEP)               | 144             |
| Hungarian Albums (MAHASZ)          | 61              |
| Icelandic Albums (Tonlist)         | 38              |
| Italian Albums (FIMI)              | 35              |
| Mexican Albums (AMPROFON)          | 6               |
| New Zealand Albums (RMNZ)          | 19              |
| Norwegian Albums (IFPI Norge)      | 42              |
| Polish Albums (ZPAV)               | 61              |
| Spanish Albums (PROMUSICAE)        | 34              |
| Swedish Albums (Sverigetopplistan) | 46              |
| Swiss Albums (Schweizer Hitparade) | 79              |
| UK Albums (OCC)                    | 22              |
| US Billboard 200                   | 39              |
| Worldwide                          | 9               |

| Bảng xếp hạng (2018)               | Vị trí |
| ---------------------------------- | ------ |
| Belgian Albums (Ultratop Flanders) | 90     |
| Icelandic Albums (Tonlist)         | 72     |
| Mexican Albums (AMPROFON)          | 93     |
| Swedish Albums (Sverigetopplistan) | 94     |

| Bảng xếp hạng (2020)               | Vị trí |
| ---------------------------------- | ------ |
| Australian Albums (ARIA)           | 54     |
| Belgian Albums (Ultratop Flanders) | 50     |
| Dutch Albums (Album Top 100)       | 77     |
| Hungarian Albums (MAHASZ)          | 100    |
| Icelandic Albums (Tonlist)         | 46     |
| Irish Albums (IRMA)                | 48     |
| Swedish Albums (Sverigetopplistan) | 69     |
| UK Albums (OCC)                    | 89     |

| Bảng xếp hạng (2021)               | Vị trí |
| ---------------------------------- | ------ |
| Australian Albums (ARIA)           | 47     |
| Austrian Albums (Ö3 Austria)       | 64     |
| Belgian Albums (Ultratop Flanders) | 47     |
| Dutch Albums (Album Top 100)       | 44     |
| Hungarian Albums (MAHASZ)          | 94     |
| Italian Albums (FIMI)              | 73     |
| Swedish Albums (Sverigetopplistan) | 77     |
| US Billboard 200                   | 137    |

| Bảng xếp hạng (2022)               | Vị trí |
| ---------------------------------- | ------ |
| Australian Albums (ARIA)           | 37     |
| Austrian Albums (Ö3 Austria)       | 52     |
| Belgian Albums (Ultratop Flanders) | 34     |
| Dutch Albums (Album Top 100)       | 32     |
| Swedish Albums (Sverigetopplistan) | 86     |
| UK Albums (OCC)                    | 64     |
| US Billboard 200                   | 156    |